# Zdobycie Roskilde
Zdobycie Roskilde – atak i zniszczenie miasta Roskilde przez połączone siły floty pomorsko-rańskiej, pod dowództwem Racibora I, księcia pomorskiego (wrzesień/październik 1135).

## Przyczyny i przebieg walk
Władający Danią nowy król, Eryk II Pamiętny, postanowił rozciągnąć swoje wpływy na Słowian połabskich i ziemie Pomorza Zachodniego. W ten sposób chciał umocnić swoją pozycję na tronie oraz polepszyć stosunki z Cesarstwem, a z drugiej strony – wyprzeć wpływy Bolesława Krzywoustego z duńskiej strefy wpływów (Rugia i Pomorze). Eryk II zebrał swoją flotę we wrześniu 1135 i ruszył na Rugię, ale nie zdołał przeprowadzić ataku, gdyż został uprzedzony przez połączone floty pomorską i rańską. Zaskoczone siły duńskie rozpierzchły się bez podjęcia walki, na czele z okrętem flagowym Eryka II.
Błyskawiczny sukces zjednoczonej słowiańskiej floty wykorzystał jej dowódca, książę pomorski Racibor I. Okręty pod jego zwierzchnictwem udały się na północ. Z zaskoczenia zaatakowano ówczesną stolicę i największe duńskie miasto – Roskilde. Nie wiadomo, czy wojska słowiańskie wylądowały na Zelandii i ruszyły na miasto od południa lub wschodu, czy też flota opłynęła wyspę i przepłynąwszy Fiord Roskilde przypuściła atak od morza. Zaskoczenie było jednak tak duże, że wojska Racibora I nie tylko zdobyły i zrównały z ziemią duńską stolicę, ale opanowały nawet dobrze umocniony królewski gród.
Zwycięska flota Racibora I powróciła następnie na południowe wybrzeże Bałtyku ze znacznymi łupami. Był to początek, trwającej pięćdziesiąt lat, dominacji Pomorzan na zachodnim Bałtyku.

## Ślady w kronikach
Złupienie stolicy Danii stało się głośnym wydarzeniem, odnotowanym przez kilka skandynawskich źródeł:
- Annales Ludenses: "Anno 1135 Roskylde devastata est a Sclavis"
- Chronicon Danici: "Roskild devastata a Slavis"
- Annales Waldemariani, Annales Nestvedienses, Annales Sorani (starsze): "Roskilde devastata a Sclavis. Pessvm ire qvoqve Haroldvs castellvs in Roskylde"[1]